# 2019-es Formula–1 olasz nagydíj
Az olasz nagydíj volt a 2019-es Formula–1 világbajnokság tizennegyedik futama, amelyet 2019. szeptember 6. és szeptember 8. között rendeztek meg az Autodromo Nazionale di Monza versenypályán, Monzában.

## Választható keverékek
| Abroncs              | Friss | Használt |
| -------------------- | ----- | -------- |
| Kemény keverék (C2)  |       |          |
| Közepes keverék (C3) |       |          |
| Lágy keverék (C4)    |       |          |
| Átmeneti esőgumi (I) |       |          |
| Teljes esőgumi (W)   |       |          |

## Szabadedzések

### Első szabadedzés
Az olasz nagydíj első szabadedzését szeptember 6-án, pénteken délelőtt tartották, magyar idő szerint 11:00-tól, esős körülmények között.
| helyezés | versenyző          | csapat/motor          | elért idő  | különbség | futott kör |
| -------- | ------------------ | --------------------- | ---------- | --------- | ---------- |
| 1        | Charles Leclerc    | Ferrari               | 1:27,905   | −         | 20         |
| 2        | Carlos Sainz Jr.   | McLaren-Renault       | 1:28,211   | +0,306    | 25         |
| 3        | Lando Norris       | McLaren-Renault       | 1:28,450   | +0,545    | 23         |
| 4        | Lewis Hamilton     | Mercedes              | 1:28,730   | +0,825    | 11         |
| 5        | Alexander Albon    | Red Bull-Honda        | 1:29,025   | +1,120    | 19         |
| 6        | Danyiil Kvjat      | Toro Rosso-Honda      | 1:29,960   | +2,055    | 25         |
| 7        | Max Verstappen     | Red Bull-Honda        | 1:30,100   | +2,195    | 11         |
| 8        | Sebastian Vettel   | Ferrari               | 1:30,507   | +2,602    | 19         |
| 9        | Valtteri Bottas    | Mercedes              | 1:30,596   | +2,691    | 11         |
| 10       | Pierre Gasly       | Toro Rosso-Honda      | 1:30,695   | +2,790    | 26         |
| 11       | Antonio Giovinazzi | Alfa Romeo-Ferrari    | 1:32,848   | +4,943    | 22         |
| 12       | Lance Stroll       | Racing Point-Mercedes | 1:33,976   | +6,071    | 9          |
| 13       | Daniel Ricciardo   | Renault               | 1:34,528   | +6,623    | 10         |
| 14       | Kevin Magnussen    | Haas-Ferrari          | 1:34,715   | +6,810    | 7          |
| 15       | Nico Hülkenberg    | Renault               | 1:35,133   | +7,228    | 10         |
| 16       | Romain Grosjean    | Haas-Ferrari          | 1:35,980   | +8,075    | 7          |
| 17       | Robert Kubica      | Williams-Mercedes     | 1:37,816   | +9,911    | 12         |
| 18       | George Russell     | Williams-Mercedes     | 1:38,421   | +10,516   | 12         |
| 19       | Sergio Pérez       | Racing Point-Mercedes | idő nélkül | –         | 4          |
| 20       | Kimi Räikkönen     | Alfa Romeo-Ferrari    | idő nélkül | –         | 4          |

### Második szabadedzés
Az olasz nagydíj második szabadedzését szeptember 6-án, pénteken délután tartották, magyar idő szerint 15:00-tól.
| helyezés | versenyző          | csapat/motor          | elért idő | különbség | futott kör |
| -------- | ------------------ | --------------------- | --------- | --------- | ---------- |
| 1        | Charles Leclerc    | Ferrari               | 1:20,978  | −         | 37         |
| 2        | Lewis Hamilton     | Mercedes              | 1:21,046  | +0,068    | 32         |
| 3        | Sebastian Vettel   | Ferrari               | 1:21,179  | +0,201    | 39         |
| 4        | Valtteri Bottas    | Mercedes              | 1:21,347  | +0,369    | 34         |
| 5        | Max Verstappen     | Red Bull-Honda        | 1:21,350  | +0,372    | 29         |
| 6        | Alexander Albon    | Red Bull-Honda        | 1:21,589  | +0,611    | 30         |
| 7        | Pierre Gasly       | Toro Rosso-Honda      | 1:22,124  | +1,146    | 42         |
| 8        | Romain Grosjean    | Haas-Ferrari          | 1:22,153  | +1,175    | 44         |
| 9        | Daniel Ricciardo   | Renault               | 1:22,249  | +1,271    | 36         |
| 10       | Danyiil Kvjat      | Toro Rosso-Honda      | 1:22,260  | +1,282    | 37         |
| 11       | Nico Hülkenberg    | Renault               | 1:22,338  | +1,360    | 37         |
| 12       | Carlos Sainz Jr.   | McLaren-Renault       | 1:22,482  | +1,504    | 32         |
| 13       | Kevin Magnussen    | Haas-Ferrari          | 1:22,511  | +1,533    | 42         |
| 14       | Kimi Räikkönen     | Alfa Romeo-Ferrari    | 1:22,523  | +1,545    | 35         |
| 15       | Lance Stroll       | Racing Point-Mercedes | 1:22,706  | +1,728    | 32         |
| 16       | Sergio Pérez       | Racing Point-Mercedes | 1:22,882  | +1,904    | 33         |
| 17       | Antonio Giovinazzi | Alfa Romeo-Ferrari    | 1:23,065  | +2,087    | 35         |
| 18       | Lando Norris       | McLaren-Renault       | 1:23,561  | +2,583    | 16         |
| 19       | Robert Kubica      | Williams-Mercedes     | 1:23,737  | +2,759    | 29         |
| 20       | George Russell     | Williams-Mercedes     | 1:24,313  | +3,335    | 23         |

### Harmadik szabadedzés
Az olasz nagydíj harmadik szabadedzését szeptember 7-én, szombaton délelőtt tartották, magyar idő szerint 12:00-tól.
| helyezés | versenyző          | csapat/motor          | elért idő | különbség | futott kör |
| -------- | ------------------ | --------------------- | --------- | --------- | ---------- |
| 1        | Sebastian Vettel   | Ferrari               | 1:20,294  | −         | 14         |
| 2        | Max Verstappen     | Red Bull-Honda        | 1:20,326  | +0,032    | 11         |
| 3        | Valtteri Bottas    | Mercedes              | 1:20,403  | +0,109    | 23         |
| 4        | Charles Leclerc    | Ferrari               | 1:20,403  | +0,109    | 14         |
| 5        | Daniel Ricciardo   | Renault               | 1:20,564  | +0,270    | 11         |
| 6        | Lewis Hamilton     | Mercedes              | 1:20,595  | +0,301    | 21         |
| 7        | Nico Hülkenberg    | Renault               | 1:20,752  | +0,458    | 13         |
| 8        | Alexander Albon    | Red Bull-Honda        | 1:20,827  | +0,533    | 17         |
| 9        | Antonio Giovinazzi | Alfa Romeo-Ferrari    | 1:20,881  | +0,587    | 15         |
| 10       | Danyiil Kvjat      | Toro Rosso-Honda      | 1:20,945  | +0,651    | 20         |
| 11       | Carlos Sainz Jr.   | McLaren-Renault       | 1:20,949  | +0,655    | 21         |
| 12       | Sergio Pérez       | Racing Point-Mercedes | 1:21,003  | +0,709    | 15         |
| 13       | Pierre Gasly       | Toro Rosso-Honda      | 1:21,073  | +0,779    | 22         |
| 14       | Lando Norris       | McLaren-Renault       | 1:21,292  | +0,998    | 21         |
| 15       | Kimi Räikkönen     | Alfa Romeo-Ferrari    | 1:21,325  | +1,031    | 19         |
| 16       | Kevin Magnussen    | Haas-Ferrari          | 1:21,336  | +1,042    | 16         |
| 17       | Romain Grosjean    | Haas-Ferrari          | 1:21,621  | +1,327    | 16         |
| 18       | Lance Stroll       | Racing Point-Mercedes | 1:21,639  | +1,345    | 17         |
| 19       | George Russell     | Williams-Mercedes     | 1:22,374  | +2,080    | 22         |
| 20       | Robert Kubica      | Williams-Mercedes     | 1:22,758  | +2,464    | 21         |

## Időmérő edzés
Az olasz nagydíj időmérő edzését szeptember 7-én, szombaton futották, magyar idő szerint 15:00-tól.
| helyezés              | rajtszám | versenyző          | csapat/motor          | 1. rész    | 2. rész  | 3. rész    | rajthely   | futott kör |
| --------------------- | -------- | ------------------ | --------------------- | ---------- | -------- | ---------- | ---------- | ---------- |
| 1                     | 16       | Charles Leclerc    | Ferrari               | 1:20,126   | 1:19,553 | 1:19,307   | 1          | 18         |
| 2                     | 44       | Lewis Hamilton     | Mercedes              | 1:20,272   | 1:19,464 | 1:19,346   | 2          | 16         |
| 3                     | 77       | Valtteri Bottas    | Mercedes              | 1:20,156   | 1:20,018 | 1:19,354   | 3          | 17         |
| 4                     | 5        | Sebastian Vettel   | Ferrari               | 1:20,378   | 1:19,715 | 1:19,457   | 4          | 17         |
| 5                     | 3        | Daniel Ricciardo   | Renault               | 1:20,374   | 1:19,833 | 1:19,839   | 5          | 13         |
| 6                     | 27       | Nico Hülkenberg    | Renault               | 1:20,155   | 1:20,275 | 1:20,049   | 6          | 14         |
| 7                     | 55       | Carlos Sainz Jr.   | McLaren-Renault       | 1:20,413   | 1:20,202 | 1:20,455   | 7          | 20         |
| 8                     | 23       | Alexander Albon    | Red Bull-Honda        | 1:20,382   | 1:20,021 | idő nélkül | 8          | 15         |
| 9                     | 18       | Lance Stroll       | Racing Point-Mercedes | 1:20,643   | 1:20,498 | idő nélkül | 9          | 19         |
| 10                    | 7        | Kimi Räikkönen     | Alfa Romeo-Ferrari    | 1:20,634   | 1:20,515 | idő nélkül | boxutca[1] | 16         |
| 11                    | 99       | Antonio Giovinazzi | Alfa Romeo-Ferrari    | 1:20,657   | 1:20,517 |            | 10         | 15         |
| 12                    | 20       | Kevin Magnussen    | Haas-Ferrari          | 1:20,616   | 1:20,615 |            | 11         | 14         |
| 13                    | 26       | Danyiil Kvjat      | Toro Rosso-Honda      | 1:20,723   | 1:20,630 |            | 12         | 17         |
| 14                    | 4        | Lando Norris       | McLaren-Renault       | 1:20,646   | 1:21,068 |            | 16[2]      | 15         |
| 15                    | 10       | Pierre Gasly       | Toro Rosso-Honda      | 1:20,508   | 1:21,125 |            | 17[2]      | 15         |
| 16                    | 8        | Romain Grosjean    | Haas-Ferrari          | 1:20,784   |          |            | 13         | 8          |
| 17                    | 11       | Sergio Pérez       | Racing Point-Mercedes | 1:21,291   |          |            | 18[2]      | 6          |
| 18                    | 63       | George Russell     | Williams-Mercedes     | 1:21,800   |          |            | 14         | 8          |
| 19                    | 88       | Robert Kubica      | Williams-Mercedes     | 1:22,356   |          |            | 15         | 9          |
| 107%-os idő: 1:25,734 |          |                    |                       |            |          |            |            |            |
| NK                    | 33       | Max Verstappen     | Red Bull-Honda        | idő nélkül |          |            | 19[2]      | 3          |

Megjegyzés:
- ↑ 1:  — Kimi Räikkönen autóját újra kellett építeni a Q3-ban történt balesetét követően, ezzel megszegték a parc fermé szabályait, így a boxutcából kellett rajtolnia.[3]
- ↑ 2:  — Lando Norris, Pierre Gasly, Sergio Pérez és Max Verstappen autójában számos erőforráselemet kicseréltek, amivel túllépték a megengedett éves keretet, így mind a négy versenyzőt a rajtrács végére sorolták hátra.[4][5] Verstappen műszaki hiba miatt mért kört sem futott az időmérő edzésen, de megkapta a rajtengedélyt a futamra.

## Futam
Az olasz nagydíj futama szeptember 8-án, vasárnap rajtolt, magyar idő szerint 15:10-kor.
| helyezés | rajtszám | versenyző          | csapat/motor          | futott kör | idő/kiesés oka | rajthely | abroncs | pont  |
| -------- | -------- | ------------------ | --------------------- | ---------- | -------------- | -------- | ------- | ----- |
| 1        | 16       | Charles Leclerc    | Ferrari               | 53         | 1:15:26,665    | 1        |         | 25    |
| 2        | 77       | Valtteri Bottas    | Mercedes              | 53         | +0,835         | 3        |         | 18    |
| 3        | 44       | Lewis Hamilton     | Mercedes              | 53         | +35,199        | 2        |         | 16[3] |
| 4        | 3        | Daniel Ricciardo   | Renault               | 53         | +45,515        | 5        |         | 12    |
| 5        | 27       | Nico Hülkenberg    | Renault               | 53         | +58,165        | 6        |         | 10    |
| 6        | 23       | Alexander Albon    | Red Bull-Honda        | 53         | +59,315        | 8        |         | 8     |
| 7        | 11       | Sergio Pérez       | Racing Point-Mercedes | 53         | +1:13,802      | 18       |         | 6     |
| 8        | 33       | Max Verstappen     | Red Bull-Honda        | 53         | +1:14,492      | 19       |         | 4     |
| 9        | 99       | Antonio Giovinazzi | Alfa Romeo-Ferrari    | 52         | +1 kör         | 10       |         | 2     |
| 10       | 4        | Lando Norris       | McLaren-Renault       | 52         | +1 kör         | 16       |         | 1     |
| 11       | 10       | Pierre Gasly       | Toro Rosso-Honda      | 52         | +1 kör         | 17       |         |       |
| 12       | 18       | Lance Stroll       | Racing Point-Mercedes | 52         | +1 kör         | 9        |         |       |
| 13       | 5        | Sebastian Vettel   | Ferrari               | 52         | +1 kör         | 4        |         |       |
| 14       | 63       | George Russell     | Williams-Mercedes     | 52         | +1 kör         | 14       |         |       |
| 15       | 7        | Kimi Räikkönen     | Alfa Romeo-Ferrari    | 52         | +1 kör         | boxutca  |         |       |
| 16       | 8        | Romain Grosjean    | Haas-Ferrari          | 52         | +1 kör         | 13       |         |       |
| 17       | 88       | Robert Kubica      | Williams-Mercedes     | 51         | +2 kör         | 15       |         |       |
| ki       | 20       | Kevin Magnussen    | Haas-Ferrari          | 43         | hidraulika     | 11       |         |       |
| ki       | 26       | Danyiil Kvjat      | Toro Rosso-Honda      | 29         | erőforrás      | 12       |         |       |
| ki       | 55       | Carlos Sainz Jr.   | McLaren-Renault       | 27         | kerék          | 7        |         |       |

Megjegyzés:
- ↑ 3:  — Lewis Hamilton a helyezéséért járó pontok mellett a versenyben futott leggyorsabb körért további 1 pontot szerzett.

## A világbajnokság állása a verseny után
| H   | Versenyzők       | Pont | H   | Konstruktőrök             | Pont |
| --- | ---------------- | ---- | --- | ------------------------- | ---- |
| 1.  | Lewis Hamilton   | 284  | 1.  | Mercedes                  | 505  |
| 2.  | Valtteri Bottas  | 221  | 2.  | Ferrari                   | 351  |
| 3.  | Max Verstappen   | 185  | 3.  | Red Bull-Honda            | 266  |
| 4.  | Charles Leclerc  | 182  | 4.  | McLaren-Renault           | 83   |
| 5.  | Sebastian Vettel | 169  | 5.  | Renault                   | 65   |
| 6.  | Pierre Gasly     | 65   | 6.  | Toro Rosso-Honda          | 51   |
| 7.  | Carlos Sainz Jr. | 58   | 7.  | Racing Point-BWT Mercedes | 46   |
| 8.  | Daniel Ricciardo | 34   | 8.  | Alfa Romeo-Ferrari        | 34   |
| 9.  | Alexander Albon  | 34   | 9.  | Haas-Ferrari              | 26   |
| 10. | Danyiil Kvjat    | 33   | 10. | Williams-Mercedes         | 1    |

(A teljes táblázat)

## Statisztikák
- Vezető helyen:
  - Charles Leclerc: 45 kör (1-19 és 28-53)
  - Valtteri Bottas: 8 kör (20-27)
- Charles Leclerc 4. pole-pozíciója és 2. futamgyőzelme.
- Lewis Hamilton 44. versenyben futott leggyorsabb köre.
- A Ferrari 238. futamgyőzelme.
- Charles Leclerc 7., Valtteri Bottas 41., Lewis Hamilton 146. dobogós helyezése.